# William Marshall (illustrateur australien)
Pour les articles homonymes, voir William Marshall et Marshall.
William Marshall (né en 1929 à Brisbane) est un illustrateur et auteur australien de littérature d'enfance et de jeunesse.

## Biographie
Il est dans l'armée australienne lors de la guerre du Pacifique.
Après avoir appris la photogravure, il étudie les Beaux-Arts à Sydney.
Il part pour la France, où il s'installe et où il travaille comme illustrateur, notamment pour France-Soir, Les Belles Histoires et J'aime lire. En 1973, il illustre Le Perroquet bleu de Sydney Philips aux éditions des deux coqs d'or. En 1996, il illustre Mille Sapins de Didier Dufresne (Casterman) et en 1998 Le Cri du perroquet de Natalie Zimmermann (Epigones) sous le nom de Bill Marshall.
Au Royaume-Uni, il a illustré plusieurs livres de Joan Eadington, dont la série Johnny Briggs, adaptée à la télévision par la BBC en 1985.

## Œuvres
- Un amour de chien, Les Belles Histoires de Pomme d'api, 1977 ; Bayard, 1990.
- Le Voyage de Séverine, Les Belles Histoires de Pomme d'api, 1978.
- Pomme, Les Belles Histoires de Pomme d'api, 1980.
- Tit et Pat, Les Belles Histoires de Pomme d'api, 1982.
- L'Île d'Adam, Les Belles Histoires de Pomme d'api, Le Centurion, 1983 ; Bayard, 1990.
- Grand-mère express, J'aime lire, Le Centurion, 1987.
- Raymond, l'oiseau rare, Les Belles Histoires de Pomme d'api, 1987.
- Pierre, Paul et Jacqueline, Le Centurion, 1988.
- Le Réveillon de monsieur Lion, Bayard, 1990.
- Flora la championne, J'aime lire, 1990.
- Bien joué, Pépé, J'aime lire, 1991.
- Pépé-tacot, Bayard, 1995.